# Queen Elizabeth Park (Vancouver)
Pour les articles homonymes, voir Queen Elizabeth Park.
Queen Elizabeth Park est un parc urbain situé à Vancouver en Colombie-Britannique au Canada. Il a ouvert en 1902.